# Jerusalem (Meiningen)
Jerusalem ist ein Stadtteil der thüringischen Kreisstadt Meiningen mit rund 3200 Einwohnern. Jerusalem besteht überwiegend aus den beiden in Plattenbauweise errichteten Wohngebieten Utendorfer Straße und Kiliansberg, das als Stadterweiterung vorwiegend zwischen 1969 und 1983 entstanden ist, und einem nach 1990 errichteten Eigenheimgebiet.

## Lage
Jerusalem liegt im Norden der Stadt zwischen den Stadtteilen Helba und Welkershausen auf leicht ansteigendem Gelände am Fuße des Kiliansberges (488 m) in einer Höhe zwischen 310 und 380 Metern. Westlich führt direkt anliegend die Bundesstraße 19 vorbei. Durch den Stadtteil verläuft eine Landstraße zur Nachbargemeinde Utendorf.

## Geschichte

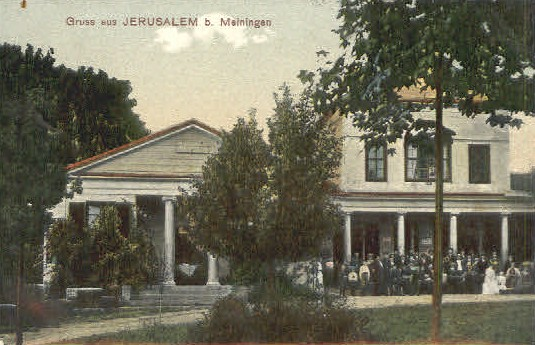
Jerusalem im Jahr 1895

Anfang des 19. Jahrhunderts ließ der Meiningische Staatsminister Christian Ferdinand von Könitz eine weitläufige Parkanlage mit Villa und Gutshof namens Jerusalem errichten, die südlich von Welkershausen im westlichen Teil des heutigen Stadtteils an der heutigen Bundesstraße 19 lag. Dieses 1913 umgebaute und erweiterte Anwesen wurde in den letzten Kriegstagen des Zweiten Weltkrieges zerstört. 1936 ließ die Wehrmacht im östlichen Teil innerhalb weniger Monate die Barbarakaserne erbauen. Dort zogen das Artillerie-Regiment 74 der 2. Panzerdivision und anschließend das Artillerie-Regiment 103 der 4. Panzerdivision ein. Ab 1939 diente sie als Lazarett und Nebenstelle des Heereszeugamtes Kassel. Von 1945 bis 1991 belegte das 117. Garde-MotSchützen-Regiment der 8. Gardearmee der Sowjetarmee die Kaserne.
Ab 1967 wurde der nahe dem Ortsteil Helba liegende „Wohnbezirk 20“ Utendorfer Straße im Zuge der Errichtung des Robotron, genannten Werkes für Mikroelektronik erbaut. Es entstanden 27 Vier- bis Sechsgeschosser mit sozialen Einrichtungen. 1980 begann man mit dem Bau des „Wohnbezirks 21“ Kiliansberg, das die Lücke zwischen der Utendorfer Straße und Welkershausen schloss. Dazu mussten landwirtschaftliche Anlagen der VEG Welkershausen abgerissen werden. Hier erbaute man weitere 18 Sechsgeschosser und die dazu benötigten öffentlichen Einrichtungen. Vermieter der Wohnblöcke in beiden Wohngebieten wurden die Arbeiterwohngenossenschaft (AWG) und die städtische Wohnungsbaugesellschaft (WBG). In beiden Wohngebieten lebten 1989 zusammen rund 6.000 Menschen.
Seit der Wende werden die beiden Wohnbezirke als „Stadtteil Jerusalem“ bezeichnet. Eine Polytechnische Oberschule wurde in das Moritz-Seebeck-Gymnasium, eine weitere zur Regelschule „Am Kiliansberg“ umgewandelt. 1991 gründeten sich die Stadtwerke Meiningen neu und etablierten ihren Firmensitz in Jerusalem. Das Werk „Robotron Meiningen“ wandelte sich zur GmbH und wurde 1992 unter dem Namen „Robotron Dünnschichttechnologie GmbH“ bis 1998 weiter geführt, um dann von der Schott AG übernommen zu werden. Die Firma nutzte einen Teil der Produktionshallen, bis 2007 die Produktion in die USA verlegt wurden. In die ehemaligen Verwaltungsgebäude des Robotrons zog ab 1995 das Landratsamt Meiningen ein. Das Moritz-Seebeck-Gymnasium fusionierte 1997 mit dem Henfling-Gymnasium und trägt seitdem dessen traditionsreicheren Namen. Durch hohe Arbeitslosigkeit und den Wegzug vieler Besserverdienender entwickelte sich der Stadtteil in den 1990er Jahren zum sozialen Problemviertel.
Ende der 1990er Jahre entstand um den neuerbauten Obertshäuser Platz ein Stadtteilzentrum mit Einkaufszentrum und öffentlichen Einrichtungen. Auch ein Parkhaus für Anwohner ist entstanden. Ab 2000 riss man die leerstehende Barbarakaserne ab und die Stadt wies auf dem nördlichen geräumten Teil des Kasernengeländes ein neues, heute komplett bebautes Eigenheimgebiet aus.
Auf Grund von Wegzügen, Umzügen in andere Stadtteile und Geburtenrückgang sank die Einwohnerzahl auf heutige 3.239 (2015). Dies zwang die beiden Meininger Großvermieter AWG und WBG, die in Jerusalem 466 beziehungsweise 1.302 Wohnungen unterhalten (Stand 2010), einige Plattenbauten zurückzubauen. So wurden in der Utendorfer Straße ein Wohnblock und am Kiliansberg acht Wohnblöcke mit zusammen rund 500 Wohnungen abgerissen. Bis heute sind fast alle bestehenden Wohnblöcke durch die Großvermieter nach modernsten Standards saniert und teilweise umgebaut worden. 2013/14 legte man an Stelle der beiden zuletzt abgerissenen Wohnblöcke mit einem Waldgarten einen öffentlichen Park für Freizeit und Erholung an. Des Weiteren konnten die sozialen Konflikte im Stadtteil deutlich verringert werden.

## Naturdenkmäler

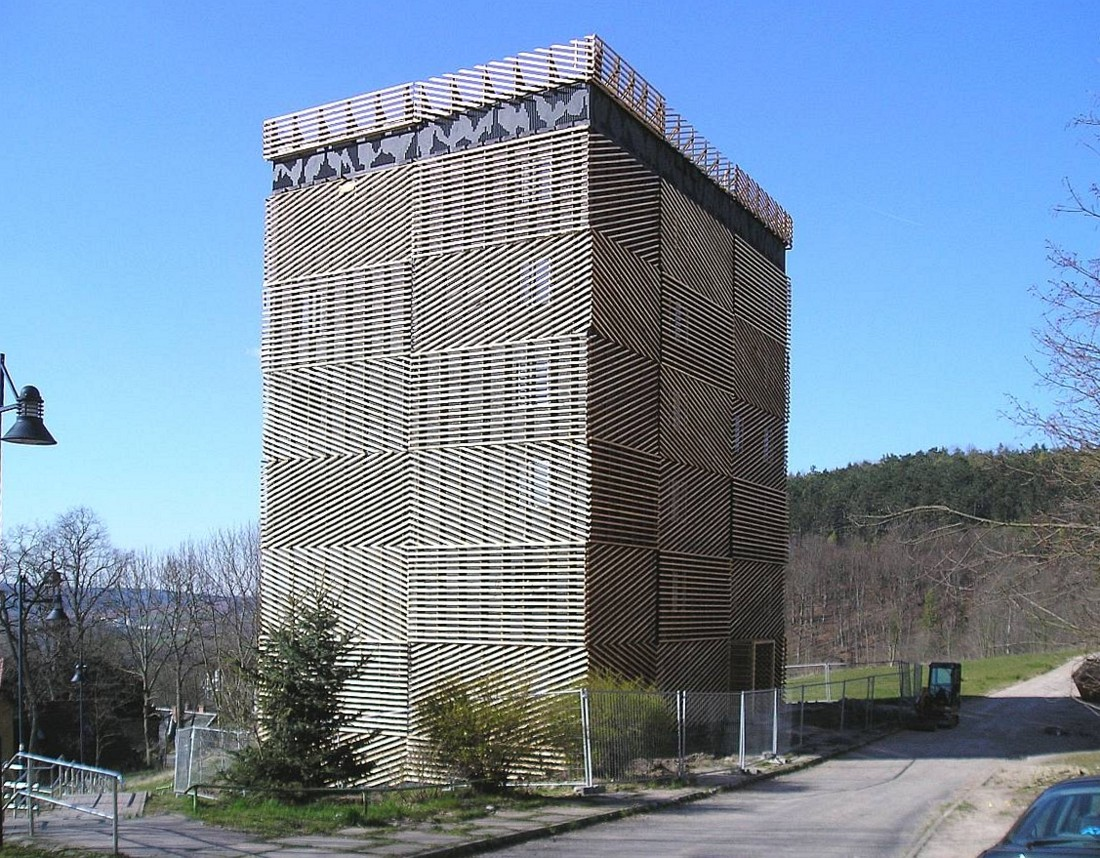
Fledermausturm

Eine Besonderheit ist der 2006/2007 entstandene Fledermausturm. Im Drempel eines sechsgeschossigen Wohnblocks, der ursprünglich komplett zurückgebaut werden sollte, entdeckten Bauleute 2003 eine große Kolonie mit 1500 Tieren der Fledermausart Großes Mausohr, rund 500 Tiere des Abendseglers und einige Exemplare von Zwerg-, Breitflügel- und Zweifarbfledermäusen. Die Oberen Naturschutzbehörde beschied, dass ein Aufgang des Gebäudes dauerhaft als 6-geschossiger Turm stehen bleiben müsse und der verbleibende Dachraum die Quartiereignung für die Mausohrkolonie behalten bzw. wieder erlangen solle. Der Turm wird auch von Naturschützern als Quartier und Forschungsstätte genutzt.

## Einrichtungen
In Jerusalem befinden sich neben einem Supermarkt das Landratsamt, das Kreisarchiv, das Henfling-Gymnasium, eine Grundschule, eine Regelschule, ein AWO-Pflegeheim, die Sport- und Kulturstätte Multihalle, eine Bundeskegelbahn, ein 2007 neueröffnetes Jugendzentrum und ein Verkehrserziehungsgarten. In der Utendorfer Straße haben die Stadtwerke Meiningen ihren Sitz.